# بهكين بايين (غوغر)
بهكین بایین (بالفارسية: بهکین پایین) هي قرية تقع في إيران في قسم غوغر الريفي. يقدر عدد سكانها بـ 20 نسمة بحسب إحصاء 2016.